# 주경철 (역사가)
주경철(朱京哲, 1960년 10월 12일~)은 서울대학교 서양사학과 교수인 대한민국의 역사학자이다.
2012년 현재까지 26권의 역사학 저서를 펴낼 정도로 활발한 저술 활동을 하고 있다. 저서 중 여러 권이 스테디셀러가 되었으며, 특히 그의 저서 대항해시대는 2009년 대한민국학술원의 우수학술도서로 선정된 본격적인 학술서임에도 불구하고 대중서 못지 않은 성공을 거두기도 했다.

## 학력
- 서울대학교 경제학과 경제학 학사
- 서울대학교 대학원 역사학 석사
- 프랑스 파리 사회과학고등연구원 역사학 박사

## 경력
- 서울대학교 서양사학과 교수
- 미국 하버드 대학교 옌칭 연구소 초빙연구원

## 참고 자료
- 주경철 네이버 인물검색